# سيث موريسون
سيث موريسون (بالإنجليزية: Seth Morrison)‏ هو متزلج على الجليد ‏ أمريكي، ولد في 30 نوفمبر 1973 في موراي في الولايات المتحدة.

## وصلات خارجية
- سيث موريسون على موقع IMDb (الإنجليزية)
- سيث موريسون على موقع أول موفي (الإنجليزية)
- سيث موريسون على موقع قاعدة بيانات الفيلم (الإنجليزية)
- سيث موريسون على موقع كينوبويسك (الروسية)